# Rejon szeptycki
Rejon szeptycki (ukr. Шептицький район, Szeptyćyj rajon), 2020–2024 rejon czerwonogrodzki  (ukr. Червоноградський район) – rejon na Ukrainie, w obwodzie lwowskim, ze stolicą w Szeptyckim.

## Historia
Rejon czerwonogrodzki został utworzony 17 lipca 2020 roku decyzją Rady Najwyższej o przeprowadzeniu reformy administracyjno-terytorialnej Ukrainy. W jego skład weszły w całości dotychczasowe rejony radziechowski, sokalski i obszar czerwonogrodzkiej rady miejskiej oraz mniejsza część rejonów kamioneckiego i żółkiewskiego.
19 września 2024 Rada Najwyższa Ukrainy zmieniła nazwę rejonu na obecny, nawiązujący do zmienionej tego samego dnia nazwy jego stolicy – Szeptyckiego. Postanowienie weszło w życie 26 września 2024 roku.

## Podział rejonu na hromady
- Hromada Bełz
- Hromada Czerwonogród
- Hromada Dobrotwór
- Hromada Łopatyn
- Hromada Mosty Wielkie
- Hromada Radziechów
- Hromada Sokal